# Søren Møller Giversen
Søren Møller Giversen (9. september 1928 - 19. september 2009) var en dansk dr.theol., professor i Ny Testamente ved Aarhus Universitet i perioden 1975-1998. Giversen var en af de første forskere til at gennemgå Nag Hammadi-teksterne, som blev fundet i 1946. Han oversatte en række af Nag Hammadi-teksterne til dansk deriblandt Thomasevangeliet i 1959.